# Proutista maculosa
Proutista maculosa är en insektsart som först beskrevs av Krnger 1897.  Proutista maculosa ingår i släktet Proutista och familjen Derbidae. Inga underarter finns listade i Catalogue of Life.